# Kurzschuljahr
Als Kurzschuljahr bzw. Langschuljahr bezeichnet man in Deutschland ein Schuljahr, das kürzer/länger als ein Kalenderjahr dauerte, weil der Termin für den Schuljahreswechsel verlegt wurde.

## Geschichte des Schuljahresbeginns
Der Schuljahresbeginn war weder im Kaiserreich noch in der Weimarer Republik einheitlich geregelt. Das Schuljahr begann in Deutschland seit Anfang des 20. Jahrhunderts und seit 1920 auch in Bayern zu Ostern. In den meisten anderen europäischen Ländern begann das Schuljahr nach den Sommerferien.
1941 wurde der Schuljahresbeginn im ganzen Deutschen Reich auf September festgelegt. Das wurde nach dem Ende des Zweiten Weltkriegs von der Besatzungsmacht in der Britischen Zone rückgängig gemacht und, außer in Bayern (Amerikanische Besatzungszone), auch in allen übrigen Ländern der westlichen Besatzungszonen, wie es ihre Kultusminister im August 1948 dann auch fast einstimmig beschlossen. Auch im Saarland wurde der Schulbeginn nach der Eingliederung in die Bundesrepublik (1. Januar 1957) vom Herbst auf den Frühling verlegt. Das Düsseldorfer Abkommen (1955) der Kultusministerkonferenz hatte das ohne Erfolg auch Bayern empfohlen.
Mit dem Hamburger Abkommen vom  28. Oktober 1964 wurde dann beschlossen, das Schuljahr wie in Bayern und den europäischen Nachbarländern am 1. August beginnen zu lassen und die Schulpflicht auf neun Jahre zu verlängern.

## Verlegung des Schuljahresbeginns nach 1964

Zeugnisheft der Kurzschuljahre 1966/67 aus Schleswig-Holstein

Zur Umstellung wurden in Niedersachsen, Bremen, Nordrhein-Westfalen, Hessen, Saarland, Schleswig-Holstein, Rheinland-Pfalz und Baden-Württemberg zwei Kurzschuljahre durchgeführt, vom 1. April bis 30. November 1966 und vom 1. Dezember 1966 bis 31. Juli 1967. Am 1. Dezember 1966 wurden neue Schulanfänger aufgenommen, andere Schüler wurden wie am Ende jedes normalen Schuljahres in die nächste Klasse versetzt. Im Zuge dieser Maßnahme machten auch zwei Schülerjahrgänge im Jahr 1966 ihr Abitur, der erste Jahrgang im Frühling, der nächste im Herbst (am Ende des ersten Kurzschuljahres).

### West-Berlin
In West-Berlin existierten bis 1976 zwei Schuljahre nebeneinander. 1966 erfolgte die letzte Ostereinschulung. Diese Schüler hatten Bestandsschutz, sie blieben bis zum Eintritt in die gymnasiale Oberstufe im Osterrhythmus. Die Einführungsphase in die gymnasiale Oberstufe war für diese Schüler nur knapp drei Monate lang, sie endete zu den Sommerferien 1976. Der Beginn der Oberstufe war damit auf den August gelegt, der Rest der Schulzeit umgestellt. Die Einschulung 1967 fand am 2. September statt. Die Klassen waren sehr voll, da sehr viel mehr Kinder durch die Verlegung des Stichtages auf den 1. Juli schulpflichtig wurden. 1966 wurden sehr viele so genannte „Antragskinder“ mit fünf Jahren eingeschult, da sie bei der Einschulung 1967 bereits sieben Jahre alt gewesen wären. Von 1967 bis 1972 kamen durch das Nebeneinander der Schuljahresanfänge mehr Kinder in den Genuss einer Vorschule, da nach der Grundschulentlassung zu Ostern Lehrer bis zum Herbst vakant waren. Es wurden „Spielgruppen“ durchgeführt, die der Vorbereitung für die erste Klasse dienten.